# Fédération Internationale de la Presse Cinématographique
De Fédération Internationale de la Presse Cinématographique (FIPRESCI) is een internationale organisatie voor professionele filmcritici en -journalisten. De organisatie heeft tot doel het "promoten en ontwikkelen van filmcultuur en toezien op professionele interesses". 
De organisatie werd opgericht in juni 1930 in Parijs, maar de oorsprong van FIPRESCI gaat terug tot 1925. In dat jaar richtten een aantal filmjournalisten uit Parijs en Brussel een eigen organisatie op, welke in 1930 in samenwerking met filmcritici en journalisten uit andere landen uitgroeide tot de FIPRESCI. Momenteel telt de organisatie leden uit 50 verschillende landen.
De FIPRESCI reikt geregeld prijzen uit op filmfestivals, waaronder het Filmfestival van Cannes, Filmfestival van Londen en Filmfestival van Venetië. Sinds 2005 heeft de organisatie een eigen online filmblad getiteld Undercurrents.

## FIPRESCI Grand Prix
Sinds 1999 wordt de FIPRESCI Grand Prix uitgereikt. De prijs wordt elk jaar uitgereikt op het Filmfestival van San Sebastián. Het is de meest representatieve erkenning van de federatie, aangezien deze niet wordt gekozen door een jury, maar wordt gekozen door alle leden waarbij alle speelfilms van de afgelopen twaalf maanden in aanmerking komen.

### Winnaars
| Jaar                | Film                         | Regisseur                   | Land                        |
| ------------------- | ---------------------------- | --------------------------- | --------------------------- |
| 1999 (47ste editie) | Todo sobre mi madre          | Pedro Almodóvar             | Spanje                      |
| 2000 (48ste editie) | Magnolia                     | Paul Thomas Anderson        | Verenigde Staten            |
| 2001 (49ste editie) | The Circle                   | Jafar Panahi                | Iran                        |
| 2002 (50ste editie) | The Man Without a Past       | Aki Kaurismäki              | Finland                     |
| 2003 (51ste editie) | Uzak                         | Nuri Bilge Ceylan           | Turkije                     |
| 2004 (52ste editie) | Notre musique                | Jean-Luc Godard             | Frankrijk                   |
| 2005 (53ste editie) | Bin-jip                      | Kim Ki-duk                  | Zuid-Korea                  |
| 2006 (54ste editie) | Volver                       | Pedro Almodóvar             | Spanje                      |
| 2007 (55ste editie) | 4 maanden, 3 weken & 2 dagen | Cristian Mungiu             | Roemenië                    |
| 2008 (56ste editie) | There Will Be Blood          | Paul Thomas Anderson        | Verenigde Staten            |
| 2009 (57ste editie) | Das weiße Band               | Michael Haneke              | Oostenrijk                  |
| 2010 (58ste editie) | The Ghost Writer             | Roman Polański              | Verenigd Koninkrijk         |
| 2011 (59ste editie) | The Tree of Life             | Terrence Malick             | Verenigde Staten            |
| 2012 (60ste editie) | Amour                        | Michael Haneke              | Oostenrijk                  |
| 2013 (61ste editie) | La vie d'Adèle               | Abdellatif Kechiche         | Frankrijk                   |
| 2014 (62ste editie) | Boyhood                      | Richard Linklater           | Verenigde Staten            |
| 2015 (63ste editie) | Mad Max: Fury Road           | George Miller               | Oostenrijk                  |
| 2016 (64ste editie) | Toni Erdmann                 | Maren Ade                   | Duitsland / Oostenrijk      |
| 2017 (65ste editie) | Toivon tuolla puolen         | Aki Kaurismäki              | Finland / Duitsland         |
| 2018 (66ste editie) | Phantom Thread               | Paul Thomas Anderson        | Verenigde Staten            |
| 2019 (67ste editie) | Roma                         | Alfonso Cuarón              | Mexico / Verenigde Staten   |
| 2020 (68ste editie) | Prijs werd niet uitgereikt.  | Prijs werd niet uitgereikt. | Prijs werd niet uitgereikt. |
| 2021 (69ste editie) | Nomadland                    | Chloé Zhao                  | Verenigde Staten            |
| 2022 (70ste editie) | Drive My Car                 | Ryusuke Hamaguchi           | Japan                       |